# Lanzendorf (Neder-Oostenrijk)
Lanzendorf is een gemeente in de Oostenrijkse deelstaat Neder-Oostenrijk, gelegen in het district Bruck an der Leitha (BL). De gemeente heeft ongeveer 1500 inwoners.

## Geografie
Lanzendorf heeft een oppervlakte van 4,54 km². Het ligt in het noordoosten van het land, vlak bij de hoofdstad Wenen.
Van 1954 tot 31 december 2016 hoorde de gemeente bij het district Wien-Umgebung (WU). Dit politieke district werd per 1 januari 2017 opgeheven en sinds die datum maakt Lanzendorf deel uit van het district Bruck an der Leitha.
Ebergassing · Fischamend · Gablitz · Gerasdorf bei Wien · Gramatneusiedl · Himberg · Klein-Neusiedl · Klosterneuburg · Lanzendorf · Leopoldsdorf · Maria Lanzendorf · Mauerbach · Moosbrunn · Pressbaum · Purkersdorf · Rauchenwarth · Schwadorf · Schwechat · Tullnerbach · Wolfsgraben · Zwölfaxing